# Fabiana punensis
Fabiana punensis là loài thực vật có hoa trong họ Cà. Loài này được S.C.Arroyo mô tả khoa học đầu tiên năm 1976.